# William Lauriston Howard
Pour les articles homonymes, voir Howard.
William Lauriston Howard, né le 10 janvier 1860 à Plainfield (Connecticut) et mort à Newport (Rhode Island) le 3 février 1930, est un officier de marine et explorateur américain.
Il explore en 1886 tout le nord de l'Alaska du détroit de Kotzebue à la pointe Barrow.

## Biographie
Il étudie au lycée de Norwich puis travaille dans une banque locale avant d'entrer à l'Académie navale dont il est diplômé en 1882.
En 1883, il sert à bord du Yantic, navire secondant le Proteus lors de la deuxième expédition partie au secours de l'expédition Greely. Le Proteus devait rechercher Greely le long du détroit de Smith et, si nécessaire aussi loin au nord que la baie Lady Franklin de l'île d'Ellesmere, où l'explorateur avait établi une station d'observation en 1881. Le Yantic, non adapté à la navigation dans les glaces, ne devait pas procéder plus loin que les Littleton Islands, sur le côté est du détroit de Smith. Cependant, son voyage devient plus aventureux que prévu. Le 23 juillet 1883, le Protée est écrasé par les glaces près du cap Sabine à l'île Pim, dans la partie ouest du détroit de Smith et les hommes se sont échappés en gagnant deux baleinières. Les deux parties atteignent l'île Littleton où elles laissent sous un cairn un rapport de leur catastrophe. Le message est trouvé par le Yantic en août et la recherche des survivants est immédiatement commencée. Le Yantic traverse le détroit de Smith et la partie supérieure de la baie de Baffin, en vain. Les hommes avaient en réalité rejoints Upernavik.
William L. Howard est promu enseigne en juillet 1884. Il se porte volontaire pour servir dans l'expédition Stoney qui devait explorer le nord-ouest de l'Alaska en 1885. Le Viking, navire de l'expédition, quitte San Francisco le 3 mai 1885 et le 13 juillet jette l'ancre dans le Hotham Inlet. Les fournitures et l'équipement sont déchargés et une maison en rondins est construite sur le rivage pour cacher les provisions. Des autochtones sont engagés pour aider aux travaux et apporter des fournitures supplémentaires. Howard, nommé commerçant de l'expédition, troque des aiguilles, de la farine et quelques petites barres de plomb pour des peaux de daim et de l'huile de phoque pour les chiens.
L'expédition établit ses quartiers d'hiver sur la rivière Kobuk, où une grande maison en rondins est établie ainsi qu'un observatoire. Pendant l'hiver et le printemps suivant de vastes étendues du nord-ouest de l'Alaska sont triangulées, y compris les zones de drainage des rivières Kobuk, Noatak et Selawik, la vallée de la partie supérieure de la rivière Colville et les parties du haut de l'Alatna. Howard prend par aux deux grands voyages de reconnaissance des rivières Colville et Noatak, tous deux entrepris au milieu de l'hiver, et a personnellement mené deux petites expéditions dans les montagnes à l'est de Fort Cosmos et de la rivière Noatak.
Le premier des deux derniers voyages résulte en grande partie de la nécessité d'approvisionner de la nourriture pour les 36 chiens de l'expédition. Aucun pemmican n'est disponible et une grande quantité de saumon est nécessaire pour garder les chiens pendant l'hiver. Howard est donc envoyé à Kallamute où des poissons sont pêchés en grand nombre au début de l'automne. Accompagné par Zane, le machiniste Price, et un petit groupe d'hommes et de femmes autochtones, Howard quitte le camp le 9 septembre, suit la rivière avec des chiens dans l'un des bateaux en peau de l'expédition. Quelque 2 000 saumons sont capturés à Kallamute. Alors que les femmes
s'occupe de faire sécher le poisson, Howard part explorer les montagnes voisines. Il escalade alors le mont Howard. Le lendemain, il traverse le Kobuk pour explorer une petite chaîne au sud et remonte deux–tiers du mont Iliamna, qui permet d'obtenir une vue d'ensemble sur la vallée de la rivière Kobuk et ses nombreux étangs et lacs, et lui apporte une chance de déterminer le cours de la rivière Pick, un petit affluent gauche du Kobuk, presque parallèle à la rivière principale.
Le voyage à la rivière Noatak est effectué au début d'avril 1886, et conduit Howard sur un territoire déjà exploré en compagnie de Stoney en décembre. Il gagne le confluent de l'Ambler, qu'il remonte jusqu'à la rivière Red Stone, un affluent droit de l'Ambler, suivie jusqu'à sa source. Le but principal de l'expédition est d'établir des caches de nourriture le long de la route, préparatoires à un voyage à Point Barrow, que, sur les ordres de Stoney, Howard doit faire à la fin du printemps.
Le voyage d'Howard à Point Barrow marque plus ou moins la fin des travaux de l'expédition Stoney. Le voyage dure 96 jours, du 12 avril au 16 juin, principalement à travers un territoire inconnu et inexploré.
L'expédition est parfaitement préparée. Elle commence avec deux traîneaux et 15 chiens. Le groupe est composé de Howard, du machiniste Price, et de trois indigènes, dont Riley, l'interprète de l'expédition.
L'ingénieur Zane avec un traîneau et sept chiens accompagne Howard jusqu'à la rivière Noatak. Comme lors d'occasions précédentes, Howard remonte les rivières Ambler et Red Stone et, de là, coupe vers le nord à travers les montagnes jusqu'à la Noatak, où il arrive le 16 avril pour camper au village d'Aneyuk, point culminant de la rivière que les indigènes pouvaient atteindre avec leurs bateaux. Le lendemain, il gagne Shotkoaluk d'où le sentier mène vers le nord-est jusqu'à l'Etivluk, un affluent de la rivière Colville. À cause des conditions météorologiques, Howard met du temps à atteindre l'Etivluk, où il arrive le 21 ; le lendemain, il installe son camp à Tulugak, un village d'environ 10 maisons et 70 indigènes, situé dans une profonde vallée au bord de la rivière.
Décidant d'une semaine de repos, Howard fait construire une hutte spéciale pour lui et ses hommes. Des dispositions sot prises avec un groupe d'indigènes locaux pour accompagner l'expédition durant une partie du chemin. Deux des indigènes engagés à Fort Cosmos sont  libérés et renvoyés avec un rapport écrit du voyage. Howard, accompagné de Price et de l'interprète Riley et d'un grand groupe d'indigènes, quitte Tulugk le 1er mai. En plus du traîneau d'Howard, il y a 19 traîneaux, chacun comptant en moyenne quatre indigènes et quatre chiens. Huit de plus des traîneaux les rejoignent le lendemain. Certains des indigènes sont à destination de la Colville, d'autres pour la rivière Ikpikpuk, nommée par la suite Chipp River par Stoney.
Les progrès sont lents car l'Etivluk est sinueuse. Le 7 mai, des camps sont établis à Etivoli-par, un village au confluent des rivières Etivluk et Colville. Un grand nombre d'indigènes y restent. Howard ne le quitte que le 12 mai, car le temps était trop mauvais pour continuer, la neige alternant avec la pluie. Les natifs lui apporte une petite défense de mammouth, mais son guide lui déconseille de la prendre, car leurs traîneaux sont lourdement chargés. Entre le 13 et le 20 mai, l'expédition descend la Colville, suivie de huit traîneaux indigènes. La nourriture mise en cache par les indigènes de l'automne précédent est ramassée. Le 20 mai, Howard change de cap vers le nord-est, laissant la Colville pour se diriger à travers les montagnes en direction de l'Ikpikpuk. Le 24 mai, un camp est installé à Kigalik, un village d'environ 30 tentes et 150 autochtones, sur le cours supérieur de la rivière Ikpikpuk.
Des préparatifs y sont faits en prévision de la descente de l'Ikpikpuk en bateau, mais la glace sur la rivière n'est pas encore rompue et le groupe ainsi contraint de rester jusqu'au 8 juin. Pendant ce temps, Howard fait une excursion en traîneau jusqu'aux sources de la Ikpikpuk, escaladant une petite colline qui permet d'avoir une bonne vue sur la partie supérieure de la rivière. Au moment où il revient, la glace se brise. Oies, canards et lagopèdes font leur apparition. Comme cadeau d'adieu, Howard reçoit deux défenses de mammouth.
Le 8 juin, toutes les embarcations pour la descente de l'Ikpikpuk sont prêtes et toute la nourriture et l'équipement non nécessaires au voyage est laissé en cache.
Howard, accompagné de ses hommes et d'un grand nombre de villageois, embarque dans cinq umiaks. Les bateaux sont lourdement chargés et plusieurs d'entre eux ont des kayaks attachés de chaque côté pour assurer la stabilité. Les progrès sont rapides au début puis ralentissent à cause du mauvais temps. La nourriture devient rare. Certains des chiens doivent être tués pour servir de nourriture.
La côte est atteinte le 25 juin mais la glace n'a pas encore rompu le long les rives et la navigation jusqu'à Point Barrow est impossibles. Howard reste au camp durant deux semaines très troublées par les partis indigènes de la Pointe qui venaient faire du commerce mais se livraient à beaucoup de vols et de beuveries à côté.
Dix des umiaks partent finalement pour Point Barrow le 12 juillet. Gêné par la glace et le brouillard, Howard continue sa poussée vers l'ouest et le 15 juillet, à 21 h 30, arrive enfin à Point Barrow. De là, il gagne immédiatement par voie terrestre l'ancien siège de la US Signal Station qu'il atteint à 2 heures du matin, le 16 juillet. Il y est chaleureusement accueilli. Il y reste jusqu'au 13 avril avant d'être conduit par le bateau Bear, à Hotham Inlet. Le 23 août, le Bear jette l'ancre au large du cap Blossom dans le détroit de Kotzebue, où Stoney et ses hommes attendent depuis un certain temps. Le 26 août, le navire prend le cap du détroit de Béring et, le 14 septembre, arrive à Unalaska, qu'il quitte le 10 octobre pour rejoindre San Francisco le 21.
Un an après son retour, Howard épouse le 23 novembre 1886 Louise G. Alden dont il aura une fille prénommée Helen. Il publie en 1885 William Lauriston Howard Point Barrow Expedition Diaries.
Il sert ensuite sur le Boston pendant la guerre hispano-américaine et prend part à la bataille de Manille sous les ordres de George Dewey. Il sert comme attaché naval à Rome et Vienne entre 1904 et 1906 et à Berlin entre 1906 et 1908. À partir de 1908 à 1909, il est officier exécutif sur le Mississippi et en 1909 commandant du Birmingham. Il sert comme officier de l'équipement du Navy Yard à Philadelphie de 1909 à 1911 puis comme commandant dans l'Idaho (1911-1913) et comme capitaine de chantier du Navy Yard à New York (1913-1914).
Au service du Naval War College en 1914–1915, il commande la station navale à Portsmouth dans le New Hampshire en 1915-1917 et est nommé le 15 septembre 1917, commandant du Pennsylvania. De 1918 à 1919, il commande le 16e district naval à Davito.
Promu contre-amiral en décembre 1919, il meurt à son domicile à Newport le 3 février 1930.